# Rinlo
Rinlo (llamada oficialmente San Pedro de Rinlo) es una parroquia y un lugar español del municipio de Ribadeo, en la provincia de Lugo, Galicia.

## Geografía
Está rodeada por el Mar Cantábrico, salvo en el sur, donde linda con Villaframil y Devesa y dista de la capital municipal unos 5 km. 
Se halla situado en una roca escarpada junto a un entrante del mar, ofreciendo un paisaje marinero de gran sabor y muy pintoresco. 

## Historia
El puerto fue ballenero en la época de su construcción (1905). Está rodeado de un paseo marítimo, recientemente acondicionado, que recorre el litoral del pueblo. 
En 1904 se construyó una de las primeras cetáreas naturales de España aprovechando una zona rocosa de la costa de Rinlo donde entra el mar y hacía una "piscina" natural. Debido al éxito del marisco obtenido y con el fin de atender la creciente demanda se ubicó una segunda cetárea a escasos 500 metros de la anterior.
En las décadas del 20 y del 50 del siglo XX emigraron con destino a Montevideo (Uruguay) gran cantidad de "rinlegos" por los efectos de la situación económica adversa.

## Organización territorial
La parroquia está formada por siete entidades de población, constando una de ellas en el nomenclátor del Instituto Nacional de Estadística español:
- A Virxe Branca
- O Campo de María Méndez
- O Campo de San Pedro
- O Campo do Cristo
- O Cantal
- O Cotarelo
- Rinlo

## Demografía
Gráfica demográfica del lugar y parroquia de Rinlo según el INE español:
| Gráfica de evolución demográfica de Rinlo entre 2000 y 2020 |
|                                                             |
| Datos según el nomenclátor publicado por el INE.            |

## Turismo
Hoy en día el turismo representa una importante fuente de ingresos, desplazados a la localidad para probar la rica gastronomía en sus restaurantes con platos basados en el pescado y el marisco.

## Festividades
En el campo de San Pedro se llevan a cabo el día 29 de junio de cada año la fiesta del Patrono del pueblo.  Y en el muelle del pueblo, a finales de julio o principios de agosto, los percebeiros de la zona organizan la fiesta del percebe, donde se disfrutan los cantares populares de la cultura gallega, gaiteiros y por la tarde noche se disfruta de un dj para la gente más joven.